# Топорівська сільська територіальна громада
Топорівська сільська громада — територіальна громада в Україні, у Чернівецькому районі Чернівецької області. Адміністративний центр — село Топорівці.
Площа громади — 123,6 км², населення — 11 730 мешканців (2020).

## Населені пункти
У складі громади 4 села:
- Бочківці
- Грозинці
- Колінківці
- Топорівці